# گوگان
گوگان یکی از شهرهای استان آذربایجان شرقی است که در بخش گوگان شهرستان آذرشهر واقع شده‌است. جمعیت این شهر بر پایهٔ سرشماری سال ۱۳۹۵ خورشیدی بالغ بر ۱۱،۷۴۲ نفر بوده‌است که از این لحاظ نوزدهمین شهر پرجمعیت استان آذربایجان شرقی و سومین شهر پرجمعیت شهرستان-بعد از مرکز شهرستان- محسوب می‌گردد.
در زمان حکومت پهلوی نام شهر به «گاوگان» تغییر یافت، که چندین سال بعد از انقلاب اسلامی به نام قدیمی خود یعنی «گوگان» تغییر نام داده شد. شهر گوگان در ۴ کیلومتری غرب آذرشهر، ۴۵ کیلومتری جنوب غرب تبریز و ۶۹۴ کیلومتری شمال غرب تهران واقع شده‌است. این شهر در ساحل شرقی دریاچهٔ ارومیه واقع شده‌است و ارتفاع آن از سطح دریا ۱۳۴۰ متر می‌باشد. این شهر در مسیر جاده ابریشم واقع شده و در قدیم کارونسراهای زیادی در آن وجود داشته است.
از محصولات تولیدی گوگان می‌توان به سیر و پیاز ، گردو اشاره کرد که به نقاط مختلف کشور صادر می‌شود از سال 1400 این ناحیه به دلیل صرفه اقتصادی و ... اغلب افراد به کشت زعفران و پسته در این منطقه روی آورده اند. پیش‌شماره تلفنی این شهر ۰۴۱۳ می‌باشد. شهر گوگان در سال ۱۳۳۶ خورشیدی با ارتقای درجه از روستا به شهر، صاحب شهرداری دولتی شده‌است و هم‌اکنون یکی از شهرهای استان آذربایجان شرقی محسوب می‌گردد.
همچنین شیرینی سنتی گوگان به نام باقلوا نیز شهرت بسیار زیادی دارد و از آن به عنوان سوغات گوگان یاد می‌شود.
این شیرینی به شکل لوزی و از بادام یا گردو تهیه می‌شود که طرفداران بسیار زیادی در سطح استان و کشور دارد. اهالی شهرستان معمولاً این شیرینی را در ایام عید نوروز و در سفره‌های هفت سین قرار می‌دهند.
مسجد جامع گوگان از آثار مربوط به دوره قاجار است. این اثر در تاریخ ۱۸ اسفند ۱۳۸۷ با شمارهٔ ثبت ۲۵۱۸۴ به‌عنوان یکی از آثار ملی ایران به ثبت رسیده‌است. این شهر دارای چشمه آب گرم که در کوه قزل داغ گوگان واقع است می‌باشد که خاصیت درمانی دارد.
اسم این شهر در لهجه (گویش) بومی و محلی گو گن نامیده چمی‌شود. این اسم ترکیبی از دو کلمه گو + گن می‌باشد، کلمه گو در زبان ترکی آذربایجانی به معنی رنگ سبز و کلمه گن نیز در زبان ترکی آذربایجانی به معنی وسیع، گشاد، فراخ، گسترده، بسیط می‌باشد؛ که معنی تحت لفظی نام محلی شهر گو گن (گوگان، گاوگان) را می‌توان سرزمین وسیع و سرسبز نامید.همچنین بنابر روایت آقای احمد جانثاری از اساتید بنام تاریخ و جغرافیای منطقه،اسم این شهر قبلاً گیوکان یا محل تجمع پهلوانان بوده که درمحل شاه میدانی،یا ایل میدانی! فعلی گرد هم آمده و باهم مسابقه میدادند. اگر کسی به این شهر سفرکرده باشد شاهد باغ‌های سرسبز و بسیار پرنشاط از در ختان گردو، بادام، گیلاس و … خواهد بود. رودخانه گنبر چایی از مرکز این شهر می‌گذرد.
شخصیت های نامدار :
دکتر علیرضا صادقپور تیمورلویی :متخصص ارتوپد در کنار جراحی از روش‌های جسمانی، تجویز دارو و توان‌بخشی استفاده می‌کند و در تمام جنبه‌های مراقبت بهداشتی که به سیستم عضلانی اسکلتی مربوط می‌شود، دست دارد. این تخصص به طرز باورنکردنی وسیع و متنوع است. اما اگر بخواهید بدانید کار اصلی دکتر ارتوپد چیست باید بگوییم ایشان بیماری‌ها و مشکلات مرتبط با ماهیچه، استخوان، مفاصل، رباط‌ها و تاندون‌ها را درمان می‌کند. وی ریاست نظام پزشکی استان را نیز برعهده دارد.
حاج فیروز خاکپور : از خیریین صاحب نام این شهر می باشد که در تاسیس مساجد و دانشگاههای پیام نور و آزاد این شهر نقش به سزایی داشت